# Per Petterson
Per Petterson, norveški pisatelj, * 18. junij 1952, Oslo.
Per Petterson je norveški pisatelj, poznan predvsem po svojem romanu Konje krast, ki ga je napisal leta 2003 in za katerega je prejel številne nagrade, nazadnje International IMPAC Dublin Literary Award.
 New York Times ga je leta 2007 uvrstil tudi med deset najboljših leposlovnih del.

## Književna dela
- 1987: Aske i munnen, sand i skoa
- 1989: Ekkoland
- 1992: Det er greit for meg
- 1996: Til Sibir
- 2000: I kjølvannet
- 2003: Ut og stjæle hester (Konje krast)
- 2004: Månen over Porten
- 2008: Jeg forbanner tidens elv